# فلس إسلامي
الفلس الإسلامي النحاسي هي عملة إسلامية مصكوكة من النحاس كانت تقدر بسُدس الدرهم. والفلس الإسلامي أدنى من الدرهم الإسلامي والذي بدوره أدنى من الدينار الإسلامي.